# Altenplathower Altkanal
Der Altenplathower oder Altenplatower Altkanal (AAK) ist eine Wasserstraße im östlichen Sachsen-Anhalt im Stadtgebiet Genthins.

## Beschreibung
Der Altenplathower Altkanal ist, wie beispielsweise der östlich Genthins gelegene Rossdorfer Altkanal, ein Teilstück des ehemaligen 1743 bis 1745 gebauten Plauer Kanals. Der Plauer Kanal hatte zunächst eine Breite von 10 bis 15 Metern, eine Tiefe von 1,10 Meter bis 1,25 Meter, sodass er von Schiffen mit einer Länge bis 36,10 Meter, einer Breite bis 4,00 Meter und einem Tiefgang bis 0,90 Meter befahren werden konnte. Die Tragfähigkeit dieser Schiffe lag bei ungefähr 50 Tonnen. Im 19. Jahrhundert wurde der Plauer Kanal zweimal ausgebaut – zunächst 1862 bis 1866 und dann 1883 bis 1891, sodass die Breite bei 26,00 Meter und die Tiefe bei 2,00 Meter lag. Damit konnte die Wasserstraße, die die Havel mit der Elbe verband, mit maximalen Schiffsgrößen von 65,00 Meter Länge, 8,00 Meter Breite und 1,60 Meter Tiefgang befahren werden. Solche Schiffe hatten eine Tragfähigkeit von etwa 600 Tonnen. Zwischen 1926 und 1938 wurde der Plauer Kanal zusammen mit dem Ihlekanal zum Elbe-Havel-Kanal ausgebaut. Bei diesem Ausbau wählte man über weite Strecken neue, gradlinigere Verläufe, sodass mehrere Altkanäle entstanden.
Der Altkanal ist eine Bundeswasserstraße und Nebenwasserstraße. Er zweigt westlich Genthins nach Norden vom Elbe-Havel-Kanal ab, hat einen bogenförmigen Verlauf und mündet südlich des Stadtteils Altenplathow in diesen wieder ein. Der AAK liegt im Verantwortungsbereich des Außenbezirks Genthin des Wasserstraßen- und Schifffahrtsamtes Spree-Havel.
Die Durchfahrt ist ausschließlich der Sport- und Freizeitschifffahrt gestattet. Der Kanal wird von der Hagenbrücke bei Kilometer 1,670 überspannt. Sie überführt eine Gemeindestraße. Im Kanal ist der Tiefgang auf 1,0 Meter beschränkt.